# Харакена
Харакена (грец. Χαρακηνή) — стародавнє царство в Південному Межиріччі, на березі Перської затоки, одна з перших арабських держав. Харакена була васалом по відношенню до Парфянської імперії. Столицею держави була Спасіну Харакс — великий центр торгівлі з Південною Аравією й Індією. Царство було утворено близько 130 року до н. е. та проіснувало до завоювання регіону Сасанідами 222 року н. е. Відомостей з історії Харакени наразі збереглось вкрай мало.

## Царі Харакени
| Ім'я                       | Роки правління                 | Коментар                                           | Монета |
| -------------------------- | ------------------------------ | -------------------------------------------------- | ------ |
| Гіспаосін                  | бл. 127—124 до н. е.           | Засновник Харакени                                 |        |
| Аподак                     | бл. 110/09-104/03 до н. е.     | Відомий тільки за монетами                         |        |
| Тірей I                    | 95/94-90/89 до н. е.           | Відомий тільки за монетами                         |        |
| Тірей II                   | 79/78-49/48 до н. е.           | Помер у віці 92 років                              |        |
| Артабаз                    | 49/48-48/47 до н. е.           | Став царем у віці 86 років                         |        |
| Аттамбел I                 | 47/46-25/24 до н. е.           | Відомий тільки за монетами                         |        |
| Феонесій I                 | бл. 25/24 — 20/19 до н. е.     | Відомий тільки за монетами                         |        |
| Аттамбел II                | бл. 17/16 до н. е. — 8/9 н. е. | Відомий тільки за монетами                         |        |
| Абінерга I                 | 10/11                          | Згадувався Йосипом Флавієм                         |        |
| Орабаз I                   | бл. 19                         | Згаданий тільки в одному з написів у Пальмирі      |        |
| Абінерга I                 | 22/23                          | Другий період правління                            |        |
| Аттамбел III               | бл. 37/38-44/45                | Відомий тільки за монетами                         |        |
| Феонесій II                | бл. 46/47                      | Відомий тільки за монетами                         |        |
| Феонесій III               | бл. 52/53                      | Відомий лише за однією знайденою монетою           |        |
| Аттамбел IV                | 54/55-64/65                    | Відомий тільки за монетами                         |        |
| Аттамбел V                 | 64/65-73/74                    | Відомий тільки за монетами                         |        |
| Пакор II (парфянський цар) | бл. 80/81-101/02               | Фактично намісник часів прямого правління з Парфії |        |
| Аттамбел VI                | бл. 101/02-105/06              | Відомий тільки за монетами                         |        |
| Феонесій IV                | 110/11-112/113                 | Відомий тільки за монетами                         |        |
| Аттамбел VII               | бл. 113/14-116/17              | Згадувався Діоном Кассієм                          |        |
| Міжцарство                 |                                |                                                    |        |
| Мередат                    | бл. 130/31-150/51              | Переможений парфянським військом                   |        |
| Орабаз II                  | бл. 150/51-165                 | Відомий тільки за монетами                         |        |
| Абінерга II                | бл. 165—180                    | Відомий тільки за монетами                         |        |
| Аттамбел VIII              | бл. 180—195                    | Відомий тільки за монетами                         |        |
| Мага (?)                   | бл. 195—210                    | Відомий тільки за недатованими монетами            |        |
| Абінерга III (?)           | бл. 210—222                    | Згаданий тільки в арабських джерелах               |        |